# Травень 2013
Тра́вень 2013 — п'ятий місяць 2013 року, що розпочався у середу 1 травня та закінчився у п'ятницю 31 травня.

## Події
- 8 травня
  - Сер Алекс Фергюсон оголосив про завершення тренерської кар'єри.

- 13 травня
  - Біля М'янми перевернулося судно з понад 100 людьми.
  - Міністри ЄС затвердили спрощення віз для українців.

- 14 травня
  - Верховна Рада України посилила державну антикорупційну політику.

- 15 травня
  - Англійський футбольний клуб «Челсі» здобув перемогу в Лізі Європи УЄФА.

- 16 травня
  - Колишній капітан збірної Англії з футболу Девід Бекхем оголосив, що завершить кар'єру гравця після закінчення сезону 2012—2013.

- 18 травня
  - Представниця Данії, Еммелі де Форест з піснею «Only Teardrops» перемогла на Пісенному конкурсі Євробачення у Мальме (Швеція).

- 20 травня
  - Потужний торнадо пронісся над передмістям Оклахома-Сіті, населеним пунктом Мур; загинуло 24 особи, включаючи 9 дітей.

- 21 травня
  - На знак протесту проти легалізації одностатевих шлюбів у Франції, в Соборі Паризької Богоматері застрелився письменник Домінік Веннер.

- 22 травня
  - Донецький «Шахтар» удев'яте у своїй історії виграв кубок України з футболу, обігравши у фіналі одеський «Чорноморець».
  - У передмісті Стокгольма третю ніч поспіль тривають заворушення іммігрантів.